# Ophiorrhiza tristis
Ophiorrhiza tristis är en måreväxtart som beskrevs av Emmanuel Drake del Castillo. Ophiorrhiza tristis ingår i släktet Ophiorrhiza och familjen måreväxter.
Artens utbredningsområde är Vietnam. Inga underarter finns listade i Catalogue of Life.